# Distritos de Hong Kong
Os Distritos de Hong Kong são as 18 áreas administrativas pela qual a Região Administrativa Especial de Hong Kong, da República Popular da China, está geograficamente dividida. Cada distrito tem um conselho distrital ("District Council"), que era conhecido anteriormente por "District Board". Os distritos foram criados no início dos anos 1980, quando Hong Kong ainda estava sob domínio colonial britânico.  

## História
Na década de 1860, os moradores que falavam os mesmos dialetos juntavam-se várias vezes, e a estrutura social era mais importante que a estrutura do distrito. Comerciantes, muitas vezes viajavam juntos como guildas e vendiam bens comuns em diferentes áreas. Organizações como a Pak Nam Hong Kong, Tung Wah Hospital Committee e District Watch Committee, desempenhavam actividades em diferentes distritos. O conceito de separação distrital só se tornou importante por volta de 1870, quando aumentaram os conflitos culturais entre coolies, chineses e britânicos . Uma das primeiras tentativas legais para controlar os distritos veio em 1888 sob a "European District Reservation Ordinance", em que delimitava áreas reservadas exclusivamente para os europeus. O primeiro "Town Planning Ordinance" (lei de urbanismo) só apareceu em 1939  . 
A "District Administration Scheme", um plano de administração distrital, foi implementado em 1982 com a criação de um conselho distrital e um comité de gestão do distrito em cada um dos distritos de Hong Kong. O objectivo do projecto é alcançar uma coordenação mais eficaz das atividades do governo na prestação de serviços e facilidades a nível de distrito, garantir que o Governo seja sensível às necessidades e problemas do bairro e promover a participação da população nos assuntos do distrito. 
Houve duas grandes mudanças nas divisões distritais, desde sua implementação em 1982: 
1. Distrito de Kwai Tsing foi dividido a partir de Tsuen Wan em 1985.
2. Yau Tsim distrito e Mong Kok distrito fundiram-se para Yau Tsim Mong distrito em 1994.

A maioria dos membros dos conselhos distritais são eleitos directamente pelo povo, por sufrágio universal, sendo os restantes membros nomeados pelo Chefe do Executivo de Hong Kong.

## População
A densidade populacional por distrito varia de 783 (Canárias) para 52.123 (Kwun Tong) por km ². Antes da combinação de  Mong Kok e  Yau Tsim distritos em 1995, Mong Kok Distrito apresentou a maior densidade (~ 120.000 hab / km ²). As figuras a seguir vêm da População 2006 By-censo. Note-se que a média mensal renda per capita é deduzido da renda média mensal nacional, o tamanho médio do agregado familiar doméstico e da força de trabalho.
| Distrito                   | População (2006_est.) | Área (km²) | Densidade (/km²) | Média mensal per capita / Trabalho, renda, vida (HKD) |
| -------------------------- | --------------------- | ---------- | ---------------- | ----------------------------------------------------- |
| Todo território            | 6,864,346             | N/A        | N/A              | 5,750 / 11,049                                        |
| Território marinho         | 3,066                 | N/A        | N/A              | 3,125 / 5,006                                         |
| Todas terras               | 6,861,280             | 1080.18    | 6,352            | 5,753 / 11,055                                        |
| Novos Territórios (新界)   | 3,573,635             | 953.48     | 3,748            | 5,667 / 10,860                                        |
| Ilhas (離島)               | 137,122               | 175.12     | 783              | 5,659 / 11,595                                        |
| Kwai Tsing (葵青)          | 523,300               | 23.34      | 22,421           | 4,833 / 9,718                                         |
| Norte (北)                 | 280,730               | 136.61     | 2,055            | 5,161 / 10,120                                        |
| Sai Kung (西貢)            | 406,442               | 129.65     | 3,135            | 6,774 / 12,183                                        |
| Sha Tin (沙田)             | 607,544               | 68.71      | 8,842            | 6,232 / 11,592                                        |
| Tai Po (大埔)              | 293,542               | 136.15     | 2,156            | 5,806 / 10,824                                        |
| Tsuen Wan (荃灣)           | 288,728               | 61.71      | 4,679            | 6,897 / 12,860                                        |
| Tuen Mun (屯門)            | 502,035               | 82.89      | 6,057            | 5,172 / 9,843                                         |
| Yuen Long (元朗)           | 534,192               | 138.46     | 3,858            | 4,777 / 9,606                                         |
| Kowloon (九龍)             | 2,019,533             | 46.93      | 43,033           | 5,184 / 10,311                                        |
| Sham Shui Po(深水埗)       | 365,540               | 9.35       | 39,095           | 4,821 / 9,909                                         |
| Cidade de Kowloon (九龍城) | 362,501               | 10.02      | 36,178           | 6,897 / 13,122                                        |
| Kwun Tong (觀塘)           | 587,423               | 11.27      | 52,123           | 4,845 / 9,908                                         |
| Wong Tai Sin (黃大仙)      | 423,521               | 9.30       | 45,540           | 4,750 / 9,701                                         |
| Yau Tsim Mong (油尖旺)     | 280,548               | 6.99       | 40,136           | 6,034 / 11,114                                        |
| Ilha de Hong Kong (香港島) | 1,268,112             | 79.68      | 15,915           | 7,931 / 14,568                                        |
| Central e Ocidental (中西) | 250,064               | 12.44      | 20,102           | 9,722 / 17,178                                        |
| Oriental (東)              | 587,690               | 18.56      | 31,664           | 7,235 / 13,558                                        |
| Sul (南)                   | 275,162               | 38.85      | 7,083            | 6,563 / 12,335                                        |
| Wan Chai (灣仔)            | 155,196               | 9.83       | 15,788           | 10,185 / 17,788                                       |

## Consulta com os conselhos distritais
Os departamentos enviam representantes às reuniões do conselho distrital, para consultá-los e, quando apropriado, atuar sobre seus conselhos e mantê-los informados sobre as políticas e programas governamentais em geral e, mais especificamente, sobre o trabalho dos departamentos do distrito e questões locais que provavelmente afetarão o meio de vida, o ambiente de vida ou o bem-estar dos residentes dentro de um distrito.

## Composição dos conselhos distritais
Os conselhos distritais de segundo mandato, compreendendo 529 membros (400 eleitos, 102 nomeados pelo Chefe do Executivo e 27 ex ofício que são presidentes dos comitês rurais nos Novos Territórios), começaram em 1º de janeiro de 2004. A distribuição de assentos é a seguinte:

## Comitês de Gestão Distrital
A comissão de gestão distrital de cada distrito é presidida pelo oficial de distrito. É um comitê do governo formado por representantes dos departamentos centrais do distrito e fornece um fórum para os departamentos discutirem e resolverem os problemas do distrito. Responde positivamente aos conselhos e pedidos do conselho distrital e submete um relatório escrito abrangente sobre o seu trabalho a cada reunião do conselho distrital. Para melhorar a comunicação entre o comitê de gestão do distrito e o conselho distrital, o presidente do conselho de distrito, o vice-presidente e os presidentes das comissões do conselho distrital são convidados a participar do comitê de gestão do distrito como membros.

## Lista de distritos por taxas de desemprego
| Distritos           | 2004 (%) | 2003 (%) | 2000(%) |
| ------------------- | -------- | -------- | ------- |
| Kwai Tsing          | 9.5      | 11.9     | 6.1     |
| North               | 8.7      | 10.5     | 5.9     |
| Tuen Mun            | 8.4      | 10.6     | 5.6     |
| Yuen Long           | 8.4      | 12.3     | 5.1     |
| Sham Shui Po        | 10.3     | 6.1      |         |
| Kwun Tong           | 8.0      | 9.7      | 5.3     |
| Wong Tai Sin        | 7.9      | 9.1      | 6.9     |
| Tai Po              | 7.8      | 10.3     | 5.9     |
| Sha Tin             | 6.9      | 8.3      | 4.9     |
| Islands             | 6.5      | 7.1      | 2.5     |
| Sai Kung            | 6.3      | 7.5      | 4.0     |
| Yau Tsim Mong       | 6.3      | 9.8      | 5.5     |
| Tseun Wan           | 5.7      | 7.3      | 4.5     |
| Kowloon City        | 5.5      | 6.9      | 3.9     |
| Eastern             | 5.1      | 6.0      | 4.0     |
| Central and Western | 4.0      | 4.4      | 3.4     |
| Southern            | 4.5      | 6.6      | 4.7     |
| Wan Chai            | 7.0      | 5.2      | 3.0     |
| Hong Kong-wide      | 7.0      | 8.8      | 5.0     |

fonte do Departamento de Censo e Estatística, de Ming Pao, em 1º de maio de 2005

## Lista de distritos por média de renda mensal domiciliar
| Distritos           | Média de renda mensal domiciliar (HK$) |
| ------------------- | -------------------------------------- |
| Central e Ocidental | 23 000                                 |
| Wan Chai            | 21 000                                 |
| Eastern             | 19 600                                 |
| Southern            | 19 500                                 |
| Sai Kung            | 19 500                                 |
| Sha Tin             | 18 200                                 |
| Tsuen Wan           | 17 700                                 |
| Kowloon City        | 17 000                                 |
| Islands             | 16 000                                 |
| Tai Po              | 15 700                                 |
| Yau Tsim Mong       | 15 000                                 |
| North               | 14 300                                 |
| Tuen Mun            | 14 000                                 |
| Kwai Tsing          | 13 400                                 |
| Kwun Tong           | 13 100                                 |
| Yuen Long           | 13 000                                 |
| Sham Shui Po        | 11 700                                 |

Números de 2004, fonte do Departamento de Estatística e Censos, a partir Ming Pao 1 de maio de 2005